# スキーム (数学)
数学におけるスキーム（あるいは概型、英: scheme）とは、可換環に対して双対的に構成される局所環付き空間である。二十世紀半ばにアレクサンドル・グロタンディークによって導入され、以降の代数幾何学において任意標数の代数多様体を包摂し、係数の拡大や図形の「連続的」な変形を統一的に取り扱えるような図形の概念として取り扱われている。さらに、今まで純代数的な対象として研究されてきた環についてもそのアフィンスキームを考えることである種の幾何的対象として、多様体との類推にもとづく研究手法を持ち込むことが可能になる。このため特に数論の分野ではスキームが強力な枠組みとして定着している。
スキームを通じて圏論的に定義される様々な概念は、大きな威力を発揮するが、その一方で、古典的な代数幾何においては点とみなされなかった既約部分多様体のようなものまでがスペクトルの「点」になってしまう。このためヴェイユ・ザリスキ流の代数幾何学（これ自体大幅な形式化によって前の世代の牧歌的なイタリア流代数幾何に引導を渡すものだったのだが）を習得して研究していた同時代の学者たちからは戸惑いのこもった反発を受けた。

## 定義

### 環のスペクトル
可換環 A に対して、 A の素イデアルの全体の集合 Spec(A) は A のスペクトルとよばれる。A の部分集合 M に対し 
{\displaystyle V(M)=\{{\mathfrak {p}}\in \operatorname {Spec} (A):M\subset {\mathfrak {p}}\}}
とおくと、{V(M) : M ⊂ A } は Spec(A) 上の閉集合系の公理を満たす。これによって定まる位相はザリスキー位相とよばれる。A の元 f に対して
{\displaystyle D(f)=\{{\mathfrak {p}}\in \operatorname {Spec} (A):f\notin {\mathfrak {p}}\}}
とおくと、{D(f) : f ∈ A} は Spec(A) の開集合の生成基となる。fの形式的逆を付け加えて局所化した環 A[1/f] のスペクトルは D(f) と同相になる。

### アフィンスキーム
環 A のスペクトル Spec(A) は以下のようにして局所環付き空間の構造を持ち、その構造も込めてアフィンスキームまたはアフィン概型とよばれる。Spec(A) の開集合 U に対し、
{\displaystyle S_{U}=\bigcap _{{\mathfrak {p}}\in U}{\mathfrak {p}}^{c}}
は A の空でない積閉集合である。開集合 U に対してSUに関するAの局所化 SU−1A を与える対応は  Spec(A) 上の局所環の層になり、OSpec A と書かれる。この構造層OSpec A は、スペクトルの開集合の生成基 D(f) (f ∈ A) に対し A[1/f] を与える層として特徴づけられる。
A の素イデアル p に対して OSpec(A) の p における茎を考えることができるが、これはp における A の局所化 Ap と同型である。また、A の元 f に対して、環 OSpec(A)(D(f)) は A の f についての局所化 A[1/f] と同型になっている。
環の準同型 f: A → B が与えられたとき、局所環付き空間の射 Spec B → Spec A が次のようにして自然に定まる。底空間の間の連続写像は Spec B ∋ p → f−1p ∈ Spec Aによって与えられ、「構造層の間の射」 OA → f*OB は  SU−1A → f(SU)−1B によって与えられる。
逆に、アフィン概型間の射 g: X → Y が与えられると、環の準同型 Γ(g): Γ(OY) = OY(Y) → Γ(OX) が導かれ、この対応 A → Spec(A) と X → Γ(OX) によって、環の圏と、アフィン概型の圏は圏同値となる。

### スキーム
アフィンスキームの張り合わせとしてえられるような局所環付き空間は前スキームまたは概型（スキーム）とよばれる。グロタンディークのEGAやマンフォードの「Red Book」など初期の文献には概型/スキームという用語で前スキームのうちで特に点の分離性を満たすものをさしているものもある。

## スキームについての諸概念
スキーム間の射の中で、位相空間に対応するものとして、分離射と固有射の二つがある。スキーム間の射については、構造層や加群の層を考える必要がある。スキームの内在的な幾何については因子の概念が重要な役割を果たす。スキームから射影空間への射では、可逆層やその大域切断で特徴付けられる。

## 古典的な代数幾何学との対応
古典的代数幾何学における主要な研究対象であった、多項式の零点集合として定義されるような図形（アフィン多様体）は次のようにして（アフィン）スキームの文脈に再現される。
例として複素二次元空間 C2 上で定義される
{\displaystyle f(x,y)=x^{2}+y^{2}-1}
という多項式関数の零点集合 S を考える。複素係数の2変数多項式環 C[x, y] は C2 上の多項式関数の代数系を表しており、この多項式環を f(x, y) で割ってできる剰余環 A = C[x, y]/(f) の元は C2 上の関数について S 上で区別できない差を無視したものと見なすことができる。したがって、この商環は S 上の関数全体の代数系をあらわすと考えられる。
一方で A の極大イデアルは f (x, y) = 0 の点と一対一に対応している。たとえば、上で定義した A の極大イデアル m = (x − 1, y) は S 上の点 (1, 0) という点に対応している。そこで A の極大イデアルの集合を Spm A と定義すれば、これを今まで我々が考えてきた S と同一視することができる。これが、古典的な意味での点集合としての代数多様体である。
しかし、数論への応用を視野に入れた圏論的な定式化のためには、既約部分多様体をも点と見なした方が都合が良いことが知られている。つまり、任意の環の準同型 B → C に対し必ずアフィンスキームの射 Spec C → Spec B が存在する一方で、Spm C と Spm B の間にはアプリオリな対応が存在しない。このように、スキーム論では多様体上の点は部分多様体と捉え、逆に（既約）部分多様体も点のようにみなされる。
また、各点 p における構造層の茎は p の近傍でのみ定義されているような正則関数を考えることに対応している。
アフィン多様体の張り合わせで得られる射影空間などがスキームとして表現される。

## 歴史と動機
19世紀後半に生まれた代数幾何学のイタリア学派は、代数幾何学の研究に代数多様体の「生成点」という概念を使っていた。生成点とは、特別な性質を持たない点で、この点に対して証明されたことは例外的な点を除きすべての点に対して成り立つという性質があると説明されている。
1926年、ファン・デル・ヴェルデンは明確な代数的定義を生成点に与える。この論文では、体
k
の有限生成拡大体
k(ξ1, ...,ξn)
があったとして、多項式環
k[X1, ...,Xn]
の不定元
Xi
を
ξi
に送る環準同型の核を
𝔭
とするとき、(ξ1, ...,ξn)
を素イデアル
𝔭
の generic zero と呼んでいる。そして代数多様体の部分代数多様体に対応する素イデアルの generic zero は幾何学における部分代数多様体の生成点と同じ意味だと書いている。通常の点も部分代数多様体なので対応する素イデアルがある。この観点からは素イデアル全体の集合を考えることは自然なことである。ファン・デル・ヴェルデンのこの研究はエミー・ネーターの研究にヒントを得たものだった。ネーターも、公表はしていなかったが同じアイデアに到達していた。
第二次世界大戦が始まる前、ネーターのassociateであったヴォルフガング・クルルはこの考えに基づきパリで代数幾何学の講義を行った。その講義は任意の可換環の全ての素イデアルを点として扱うもので、ザリスキー位相も使っていた。しかしクルルは聴衆の専門家達に笑われてしまい、このアイデアを放棄してしまった。
1944年、オスカー・ザリスキーは、双有理幾何学の必要のために、抽象的ザリスキー・リーマン空間を代数多様体の函数体から定義した。この定義は、（ブローアップの下での）通常の多様体の帰納極限のように、構成はロケール理論 (locale theory) の類似で、点としては付値環を使った。
1946年、アンドレ・ヴェイユは『代数幾何学の基礎』（Foundations of Algebraic Geometry）と題した著作を発表する。本の序文には、代数幾何学には適切な基礎理論が無いこと、この本の目的は交差理論を確立すること、ザリスキーの影響を受けていることなどが書かれている。ヴェイユは、有限体上の一変数代数関数体に対するリーマン仮説を種数が2以上の場合に証明するために、任意の体上の任意次元の代数多様体に対して使える交差理論を必要としていた。
この本では、生成点は各座標の値が万有体（universal domain）と呼ばれる非常に大きな代数的閉体の元であるような点として定義されている。
また、この本では抽象多様体がアフィン代数多様体を貼り合わせることで定義されている。アフィン代数多様体を貼り合わせて代数幾何学の研究対象とする空間を定義するアイデアは、セールによる代数多様体の定義や現代のスキームの定義に受け継がれている。ヴェイユが抽象代数多様体を定義するまでは代数多様体とは射影空間やアフィン空間の部分集合となるようなものだけが考えられていた。ヴェイユがこのように定義された抽象多様体を必要とした理由の一つは、正標数でのヤコビ多様体が非特異射影モデルを持つかどうか不明であるためだった。
1947年時点では、次の5つの流儀が代数幾何学にはあった。
1. 古典的なイタリア学派の流儀
2. ファン・デル・ヴェルデンの流儀
3. ヴェイユの『代数幾何学の基礎』の流儀
4. ザリスキーの付値論を使う流儀
5. 一変数代数関数体を整数論的に扱う流儀

1は厳密性に欠け、2は3に吸収され、5は次元に関する制約があるので、残るは3と4であった。
1949年、ヴェイユは有限体上の一変数代数関数体に対するリーマン仮説を高次元化した予想を、関連する予想とともに提唱した。これはのちにヴェイユ予想と呼ばれることになる数論の予想である。この中でヴェイユは有限体上の代数多様体の有理点の個数から定まると予想される多項式の次数を「ベッチ数」と示唆的な名前で呼んでいる。
1950年、ヴェイユは国際数学者会議で「整数環上の幾何学」（geometry over integers）について言及する。この幾何学に向けた第一歩は数年後にクロード・シュヴァレーと永田雅宜によって踏み出される。
1955年、ジャン＝ピエール・セールは「代数的連接層」（Faisceaux algébriques cohérents）と題した論文で代数多様体の新たな定義を与える。一般にFACと呼ばれるこの論文の中でセールは（アンリ・カルタンの）局所環付き空間という概念を用いて任意標数の代数閉体上の代数多様体を定義する。局所環付き空間を使うというアイデアはスキーム論に受け継がれる。序文によれば、この論文の目的はコホモロジー論の抽象代数幾何学における有用性を示すことにあった。ヴェイユ予想への言及も見られる。この頃には、セールとグロタンディークはヴェイユ予想の証明に使えるコホモロジー論が存在することを、どのように定義すればよいかまでは分からないものの、確信していた。
同年、シュヴァレーはカルタン・セミナーで「スキーム」（Les schémas）と題した発表をする。スキームの言葉はここに現れている。
この発表では、K を体（代数閉体とは仮定していない）、L を K 上有限生成な体として、包含関係
K ⊂ A ⊂ L
にある環
A
に対してその素イデアルによる局所化すべての集合をアフィン・スキームと呼んでいる。この集合は
A
の素イデアルすべての集合と自然な全単射があるので、シュヴァレーは体上の整域の（現代の意味での）アフィン・スキームを考察していたといえる。
1956年、永田はデデキント整域上の代数幾何学の基礎について論文を発表する。この論文の導入部で永田はシュヴァレーに対して謝辞を述べている。シュヴァレーは1954年1月に京都大学で講義を行い、永田はここから多くのアイデアを得たという。またこの論文の執筆に対しても多くの助言があったという。
同年、ピエール・カルティエはシュヴァレー・セミナーで「代数多様体の定義」（Définition des variétés algébriques）と題した発表をする。この発表では、体 k 上の有限生成代数 A と代数閉体 K に対して A から K への k 上の準同型全体を ΩA と書いて A のスペクトルと呼んでいる。スペクトルという言葉はここに現れている。K が k 上の代数的閉包ならこれ（をガロア群の作用で割ったもの）は極大イデアル全体の集合であり、K の k 上の超越次数が無限ならばこれ（をガロア群
の作用で割ったもの）は素イデアル全体の集合である。
発表の冒頭でカルティエは「次の発表でシュヴァレー・永田のスキーム理論と関係付ける」と言い、次に「代数多様体のスキーム」と題した発表をしている。この発表の中でカルティエは、シュヴァレーのアフィン・スキームの定義において
L
に対する条件を体から半単純代数に弱めたものをアフィン・スキームと定義し、それを
S(A)
という記号で書いている。カルティエが定義したアフィン・スキームも、やはり体上の幾何学的対象である。
同年、セールに送った手紙の中でグロタンディークは代数的整数環のアフィン・スペクトルについて言及している。
1958年、グロタンディークは国際数学者会議で抽象代数多様体のコホモロジー論について講演する（論文の発表は1960年）。この中でグロタンディークは、永田とシュヴァレーの研究に言及したのち、「正しい定義の指針」（the principle of the right definition）はセールのFACにあると言い、任意の可換環に対するスキームの定義を現在と同じ形で述べた。
現在と同じスキームの定義に誰がどのようにして至ったかについては、様々な逸話がある。グロタンディークとデュドネは、セールが代数多様体のコホモロジー論を任意の可換環に対して書き起こすことは容易であると指摘した、と言っている。カルティエは、マルティノーがセールに彼の理論は極大イデアルを素イデアルに置き換えても成り立つことを指摘し、そしてカルティエが現在のスキームの定義と全く同じものを提案した、と言っている。セールは、スキームを発明したものはいない、完全に一般的な設定で考えてもうまくいくと考えたところにグロタンディークの独創性がある、と言っている。これらを踏まえた上で、スキームの定義は空気の中にあった、と McLarty (2003, p. 14) は総括している。
スキーム理論に対する当時の数学者の反応は様々であった。
- セールは、スキーム理論を不要な仮定を代数幾何学から取り除くものでありディオファントス問題や変形理論（英語版）の研究に必要な一般化である、と評価した[33]。

- ザリスキーはスキーム理論を歓迎し、スキームを用いて代数幾何学を構築するグロタンディークの新しいやり方に深く感動した[34]。

現在では、スキーム理論は代数幾何学の基礎理論として最適なものであることが明らかになっている。

## 代数幾何学の対象の現代的定義
アレクサンドル・グロタンディーク (Alexander Grothendieck) は、決定的な定義を提唱し、実験的示唆と部分的な発展の出発点をもたらした。彼は可換環のスペクトルを素イデアルがザリスキー位相に関してなす空間として定義したが、このスペクトルに環の層を付け加えた組をスキームとしたのである。全てのザリスキー開集合へ可換環を対応させ、その集合の上に定義された「多項式函数」の環を考えた。これらの対象は「アフィンスキーム」であり、次に一般的なスキームはいくつかのアフィンスキームを互いに「はり合わせる」ことにより得られる。一般的な多様体はアフィン多様体を貼り合わせることにより得られるという事実の類似である。
スキームの概念の一般性は、最初は批判された。幾何学的な解釈を直接持たないので除かれたスキームもあり、これらがスキームの概念の把握を困難にしていた。しかしながら、任意のスキームを考えるとスキームの圏はより良い振る舞いをもつようになる。さらに、例えばモジュライ空間のように、自然な見方、考え方が「非古典的」なスキームへと導いていった。多様体ではないこれらスキーム（単純に多様体から構成することができないスキーム）の出現は、古典的なことばで提出可能であった問題に対しても、この問題の新しい基礎付けが緩やかに受け入れられていった。
ピエール・ドリーニュ (Pierre Deligne) やデヴィッド・マンフォード (David Mumford) やミハイル・アルティン (Michael Artin) による、本来はモジュライ問題である代数的空間や代数的スタックでのその後の仕事により、さらに現代代数幾何学の幾何学的柔軟性を拡大していった。グロタンディークは、スキームの一般化として、環付きトポスのあるタイプを提唱し、環付きトポスの次に彼が提唱した相対スキームは、M.ハキム (M. Hakim) により開発された。最近の高次代数スタックやホモトピックな導来代数幾何学は、さらに幾何学的直感の到達範囲を拡大する必要があり、ホモトピー理論に近い精神を代数幾何学へもたらす。

## スキームの圏
局所環付き空間の射を射とすると、スキームは圏をなす。
スキームからアフィンスキームへの射は、次の反変な随伴函手により、環準同型のことばで完全に理解される。全てのスキーム X と全ての可換環 A に対して、自然な同値関係
{\displaystyle \operatorname {Hom} _{\rm {Schemes}}(X,\operatorname {Spec} (A))\cong \operatorname {Hom} _{\rm {CRing}}(A,{\mathcal {O}}_{X}(X))}
が成り立つ。
Z は環の圏の始対象であり、スキームの圏は Spec(Z) を終対象として持っている。
スキームの圏は有限の積を持っているが、注意して扱わねばならない。(X, OX) と (Y, OY) の積スキームの基礎となる位相空間は、位相空間 X と Y の積にいつも等しいとは言えない。実際、積スキームの基礎となる位相空間は、位相空間の積よりも多くの点を持っている。例えば、K を 9つの元からなる体とすると、Spec K × Spec K ≈ Spec (K ⊗Z K) ≈ Spec (K ⊗Z/3Z K) ≈ Spec (K × K) であり、K はたった一つの要素しか持っていないが、Spec K × Spec K は 2つの要素を持っている。
スキーム {\displaystyle S} に対し、{\displaystyle S} 上のスキームの圏もファイバー積の構造を持ち、ファイバー積は終対象 {\displaystyle S} を持つので、このことから有限な極限を持つ。

## OX加群
可換環 R を研究するときに可換環論において R 加群が中心的なのと同様に、構造層 OX を持つスキーム X の研究において OX 加群が中心的である。（OX 加群の定義については局所環付き空間を参照。）OX 加群の圏はアーベル圏である。特に重要なのは X 上の連接層であり、これは X のアフィン部分上の有限生成な（通常の）加群から生じるものである。X 上の連接層の圏もまたアーベル圏である。
スキーム X の構造層 OX の切断は正則函数と呼ばれ、これは X の各開集合 U 上で定義される。OX の可逆部分層は、O ∗
X  と書かれるが、乗法について可逆な正則関数の芽のみからなる。ほとんどの場合、層 {\displaystyle K_{X}} は {\displaystyle X} のアフィン開集合 {\displaystyle Spec(A)} 上で {\displaystyle A} の全商環 {\displaystyle Q(A)} を対応させることで得られる。（しかし、定義がより込み入っている場合もある。） {\displaystyle K_{X}} の切断を {\displaystyle X} の有理函数(rational function)と呼ぶ。その可逆な部分層を {\displaystyle K_{X}^{*}} と書く。この可逆層の同型類全体 {\displaystyle Pic(X)} は、テンソル積によりアーベル群となり、ピカール群と呼ばれ、{\displaystyle H^{1}(X,\mathbb {O} _{X}^{*})} に同型である。射影スキームの場合、大域切断が定数しかないが、この場合も {\displaystyle X} を覆う各々の開集合上の断面を正則函数と言う。